# Nathaniel Lyon
Nathaniel Lyon (14. juli 1818 – 10. august 1861) var den første Unionsgeneral som blev dræbt i den amerikanske borgerkrig, og huskes for sine handlinger i staten Missouri i begyndelsen af krigen.
Lyon er en kontroversiel figur i amerikansk historie. Nogle roser ham for hans hurtige handlinger og hårde linje for at stoppe Missouri fra at træde ud af Unionen. Andre sætter spørgsmålstegn ved hans rolle i hændelser såsom Camp Jackson affæren, som ophidsede mange fra Missouri i spørgsmålet om udtræden af Unionen.

## Opvækst og tidlig karriere
Lyon blev født på en farm i Ashford, Connecticut, søn af Amasa og Kezia Knowlton Lyon. Som dreng havde han landbrug. Hans familie havde kæmpet i Den amerikanske uafhængighedskrig og han var fast besluttet på at følge i deres fodspor. I 1837 ansøgte han om at komme på West Point, og han fik eksamen som nr. 11 i en årgang på 52 i 1841.
Han blev tildelt til 2nd U.S. Infantry regiment efter afgangseksamen og gjorde tjeneste med dem i Seminolekrigene og den Mexicansk-amerikanske krig. Selv om han undsagde den amerikanske involvering i den mexicanske krig, blev han forfremmet til premierløjtnant for "fremragende tapperhed ved at erobre fjendtlig artilleri" i Slaget ved Mexico City og fik en midlertidig forfremmelse til kaptajn for Contreras og Churubusco. Han blev derefter posteret til grænseegnene, hvor han deltog i massakren af Pomo indianerne ved Clear Lake i California. Efter at være blevet overført til Fort Riley, Kansas, blev Lyon en trofast slaverimodstander (abolitionist) og Republikaner (med forbindelse til prominente radikale Republikanere) mens han gjorde tjeneste i grænsekrigene, som kaldtes "Bleeding Kansas." I januar 1861 skrev han om udtrædelseskrisen: "Det er ikke længere brugbart at appellere til fornuften, men til sværdet."

## St. Louis Arsenal
I marts 1861 ankom Lyon tin St. Louis med kommando over D kompagniet i 2nd U.S. Infantry. På det tidspunkt var befolkningen i staten Missouri forholdsvis neutral i striden mellem nord og syd, men guvernør Claiborne Jackson var en stærk sympatisør overfor syden, og det samme var mange statens lovgivere. Lyon var specifikt bekymret for at Jackson ville tage kontrollen over det føderale arsenal i St. Louis hvis staten trådte ud af Unionen og at Unionen havde utilstrækkeligt med tropper til at forhindre noget sådant. Han forsøgte at forstærke forsvaret, men kom i modstrid med sine overordnede, herunder brigadegeneral William S. Harney fra militærområdet i Vesten. Lyon udnyttede sit venskab med Francis P. Blair, Jr., til at få sig selv udnævnt til kommandør over arsenalet. Da borgerkrigen brød ud og præsident Abraham Lincoln appellerede om tropper til at slå de Konføderede Stater ned, blev Missouri bedt om at stille med fire regimenter. Guvernør Jackson afviste anmodningen og beordrede Missouri State Guard til at mønstre udenfor St. Louis angiveligt for at træne forsvar af hjemmet.
Lyon selv havde været kraftigt involveret i Wide Awakes bevægelsen i St. Louis. Det var en paramilitær organisation som støttede Unionen, og han havde planer om at bevæbne den fra arsenalet og indrullere i Unionshæren. Efter at have fået kommandoen over arsenalet, bevæbnede Lyon de paramilitære enheder i nattens mørke. Lyon fik de fleste af de overskydende våben flyttet til Illinois. Lyon kendte til en hemmelig operation hvorved de konfødererede havde flyttet artilleri, som var taget fra det føderale arsenal i Baton Rouge til militsen i staten Missouris lejr i St. Louis. Det hævdedes at Lyon havde forklædt sig som en bondekone for at udspionere militsens lejr og derpå hævdet at han havde opdaget at Jackson havde en plan om at tage arsenalet, og bruge det til bevæbning af militsen. Den 10. maj beordrede han de frivillige regimenter fra Missouri og 2nd U.S. Infantry til lejren og tvang den til overgivelse. Der brød optøjer ud i St. Louis da Lyon marcherede sine fanger gennem byen til arsenalet. Hændelsen fremprovokerede Camp Jackson affæren den 10. maj 1861 hvor Lyons tropper åbnede ild mod en folkemængde og sårede mindst 75 og dræbte 28. To føderale tropper og tre fra militsen blev også dræbt og andre blev såret. Kilden til det første skud er omstridt, nogle vidner hævdede, at det blev affyret af en fuld mand i mængden, andre hævdede at det faldt uden provokation. Lyon blev uanset forfremmet til brigadegeneral. og fik kommandoen over Unionens tropper i Missouri. Han overtog kommandoen over Army of the West den 2. juli.

## Forfølgelse af Jackson
Efter at være mødtes personligt med Jackson i St. Louis i juni i et håbløst forsøg på at forny Harney aftalen erklærede Lyon krig mod Jackson og Missouri State Guard. Guvernøren flygtede først til regeringsbygningen i Jefferson City, og trak sig derefter tilbage sammen med statens regering til Boonville. Lyon rykkede op af Missourifloden og tog Jefferson City den 13. juni. Han fortsatte forfølgelsen og den 17. juni besejrede han en del af Missouri State Guard i slaget ved Boonville. Guvernøren, statens regering og Missouri State Guard trak sig tilbage mod sydvest. Lyon installerede en Unionsvenlig stats regering i stedet og fjernede statens justitsminister J. Proctor Knott, en Unionist som var blevet tilbage. Lyon forstærkede sin hær inden han også rykkede mod sydvest.

## Slaget ved Wilson's Creek
Den 13 juli lå Lyon i lejr ved Springfield med omkring 6.000 Unionssoldater. Missouri State Guard lå omkring 120 km sydvest for Lyon og under kommando af Sterling Price mødtes de med tropper under brigadegeneral Benjamin McCulloch i slutningen af juli. De samlede konfødererede styrker var på omkring 12.000 og planlagde at angribe Springfield. Den 31. juli rykkede de mod nordøst.
Hærene mødtes ved daggry nogle få kilometer syd for Springfield om morgenen den 10. august i Slaget ved Wilson's Creek. Lyon, som allerede var blevet såret to gange i kampen, blev skudt i hovedet, benet og brystet og dræbt mens han dramatisk samlede sine tropper som vi alvorligt undertal. Selv om Unionshæren blev besejret ved Wilson's Creek, havde Lyons hurtige handling neutraliseret effektiviteten af de pro-sydlige styrker i Missouri, og tillod Unionsstyrker at sikre sig staten.

## Lyons resters skæbne
I forvirringen efter Unionens tilbagetrækning fra Wilsons Creek blev Lyons lig fejlagtigt efterladt på slagmarken og opdaget af de konfødererede styrker. Det lå i kort tid begravet på en Unionssoldats farm udenfor Springfield, indtil det kunne returneres til Lyons familie. Til sidst blev resterne begravet på familiegravstedet i Eastford i Connecticut, hvor der var en folkemængde omkring 15.000 samlet ved begravelsen. En mindesten over Lyon er opstillet på Springfield National Cemetery i Missouri.

## Arven
Lyon var smalt bygget med et lurcet udseende. Hans støvler var ofte ikke pudsede, hans uniform var ofte afbleget og hans insignier var ofte tilsværtede. Ikke desto mindre hævdedes det at tropperne under hans kommando så op til ham. Lyon var kendt for sin kærlighed til sennep og blev ofte set smøre det på tykke brødskiver, selv midt under et slag. Han giftede sig aldrig, og det er ofte skrevet at han overlod alle sine besiddelser til staten, men dette er omstridt.
Den 24. december 1861 blev der vedtaget en takkeresolution af Kongressen "for den eminente og patriotiske indsats af den afdøde brigadegeneral Nathaniel Lyon. Landet i hvis tjeneste han viede sit liv vil vogte og bevare hans berømmelse som en del af sit eget ry. At takken fra Kongressen herved gives til de modige officerer, som under kommando af afdøde general Lyon opretholdt flagets ære og opnåede sejr mod overvældende modstand i slaget ved Springfield, Missouri."
Lyon County, Kansas, Lyon County, Minnesota, Lyons Valley, Jamul, California og Lyon County, Nevada, er opkaldt efter Nathaniel Lyon. To forter blev også opkaldt efter ham: Fort Lyon i Colorado og Fort Lyon i Virginia, som forsvarede Washington, D.C. under den amerikanske borgerkrig.